# Bruty
Bruty (historicky slovensky Bart, maďarsky Bart, německy Barth) jsou obec na Slovensku v okrese Nové Zámky. V obci žije 605 obyvatel a většina z nich je maďarské národnosti.

## Historie
Archeologické nálezy dokládají osídlení obce už v neolitu, sídliště z doby železné, eneolitické sídliště s kanelovou keramikou a sídliště doby halštatské. První písemná zmínka o obci pochází z roku 1223, kde je uváděna jako Buruth, později v roce 1342 jako Borth, Barhh v roce 1773 nebo Bart v roce 1863. Název Bruty nese od roku 1948.
Obec náležela rodu Barti. Od roku 1272 náležela Ondrejovi, županovi hradu Bana, a jeho bratrovi Gregorovi, ostřihomskému proboštovi. V roce 1489 se poddaní obce vykoupili z roboty. Od 15. do 20. století obec náležela pod Ostřihomské arcibiskupství. V období tureckých válek byla obec zničena a znovu osídlena v roce 1696. V roce 1699 v ní žilo 230 obyvatel, v roce 1787 žilo v 117 domech 647 obyvatel a v roce 1828 žilo 868 obyvatel v 107 domech. Na začátku 20. století v obci bylo založeno úvěrové družstvo  a gazdovský spolek. V meziválečném období v obci pracovali drobní zemědělci a deputátníci na velkostatcích.
V letech 1939–1945 byla připojena k Maďarsku. Na konci druhé světové války byla z 90 % zničená.

## Přírodní poměry
Obec leží v Podunajské nížině na zvýšených terasách řeky Hron, ve vzdálenosti 4,5 km od jeho pravého břehu. Obec se nachází v nadmořské výšce 130–176 m, střed obce je ve výšce 155 m. Území je odlesněné. Celková rozloha je 20,5 km², z toho je 92 % zemědělská půda (2020). Celkové využití půdy (2020): 88 % orná půda, po jednom procentu na vinice a zahrady. V roce 2023 připadalo na zemědělskou půdu 1881 ha, z toho 1808 ha byla orná půda, vinice tvořily 17,7 ha a 23,6 ha byly zahrady. Z 171,7 ha nezemědělské půdy připadalo na zastavěnou plochu 103 ha, na lesní porost 30,2 ha a 31,4 ha na vodní plochu.
Z Pohronské pahorkatiny stéka jí přes obec dva potoky. Na Blatnianském potoce je nádrž Bruty, do které se vlévá Brutský potok. Blatnianský potok je levostranným přítokem řeky Hron.

## Pamětihodnosti
V obci stojí římskokatolický kostel Povýšení svatého Kříže z roku 1730. 

## Partnerské obce
Partnerskými obcemi jsou:
- Bajna, Maďarsko
- Farád, Maďarsko
- Otvice, Česko